# William James Marchant
William James Marchant (1886 - 1952 ) fue un botánico, y horticultor inglés.
En 1938 fundó "Marchants Nursery" en Wimborne, que primero fue "Keepers Hill Nursery".

## Algunas publicaciones
- 1937. Choice Trees, Shrubs, Wall Plants and Climbers. 197 pp.
- La abreviatura «Marchant» se emplea para indicar a William James Marchant como autoridad en la descripción y clasificación científica de los vegetales.[2]